# Парова випічка
Парова випічка (англ. parbaking, парбейкінг) — це техніка приготування, за якої хліб або виріб з тіста частково випікається, а потім швидко заморожується для зберігання  або збирається в кінцевий продукт.  Її використовували для збільшення масового виробництва та розповсюдження хлібобулочних виробів, включаючи бейгли. 
Використання парової випічки для випікання хліба збільшує термін зберігання буханки.  Сире тісто випікається звичайно, але припиняється приблизно на 80% звичайного часу приготування, коли воно швидко охолоджується та заморожується. Часткове приготування знищує дріжджі в хлібній суміші та встановлює внутрішню структуру білків і крохмалю (губчасту структуру хліба), щоб всередині було стерильно і стабільно, але буханка не утворювала «скоринки» або інших зовнішніх бажаних якостей, які важко зберегти після повного приготування. Буханка хліба, яка була випчена за допомогою парбейкінгу, менше ймовірно черствіє, ніж повністю спечена буханка. Її можна легко транспортувати та зберігати в контейнерах, що запобігає втраті вологи, поки це не знадобиться. Їх також можна заморозити. Буханка, яка була випечена за допомогою парової випічки, виглядає як буханець хліба, що піднявся, має більшу твердість готового буханця, але без підрум’яненої або золотистої скоринки (у випадку звичайного світлого хлібу). Коли потрібний кінцевий продукт, буханку, що була випечена за допомогою парбейкінгу, завершують випіканням при нормальній температурі, у результаті чого виходить звичайний буханець хліба.[джерело?]
Парова випічка, також відома як сліпе випікання,  використовується для тіста, як у пирогах  і кішах, щоб запобігти намокання.  Вона також використовується для зміни смаку коржів для піци через вплив на вміст дріжджів у тісті.
Історик хліба з  Корнельського університету Стівен Каплан розкритикував парбейкінг за його вплив на традиційну практику випікання хліба. 

## Дивіться також
- Випікання
- Готування на парі

## Зовнішні посилання
- Вплив випікання на термін зберігання візуалізовано тут:  і також опубліковано тут:
- Патент Сполучених Штатів Америки на обробку скоринки для піци
- «Пекарська справа», дискусія про економіку та техніку випічки
- «Падіння та піднесення французького хліба», The Washington Post
- Indy Week, "Shooting at Par"